# 名取 (甲斐市)
名取（なとり）は、山梨県甲斐市の大字。旧中巨摩郡竜王町名取。人口は1,158人、世帯数は577世帯（2022年6月現在）。面積は0.30km²。

## 地理
甲府盆地の中央、甲斐市の南に位置し、甲斐市長塚・大下条・竜王新町・富竹新田、甲府市下河原町、貢川が隣接する。
域内を中央自動車道が通過している。

### 名取の自治会
名取には以下の自治会が置かれている。
- 名取区

## 歴史
- 2004年（平成16年）9月1日 - 中巨摩郡竜王町が同郡敷島町、北巨摩郡双葉町と合併したことにより[4][5]、中巨摩郡竜王町名取から甲斐市名取に変更される[5]。

## 世帯数と人口
2022年（令和4年）6月現在（甲斐市発表）の世帯数と人口は以下の通りである。
| 大字 | 行政区 | 人口    | 世帯数  |
| ---- | ------ | ------- | ------- |
| 名取 | 名取区 | 1,158人 | 577世帯 |

## 教育
域内にはすべての教育機関が存在しない。そのため、この地区の児童・生徒は別の地域の学校へ登校する。

### 小・中学校の学区
市立小・中学校の学区（校区）は以下の通りである。
| 大字 | 行政区 | 小学校               | 中学校               |
| ---- | ------ | -------------------- | -------------------- |
| 名取 | 全域   | 甲斐市立竜王東小学校 | 甲斐市立竜王北中学校 |

## 施設
順不同。
- 竜王郵便局
- 日本年金機構 竜王年金事務所
- アルバトロス 竜王ゴルフ練習場

## 交通

### 道路

#### 高速道路
- E20 中央自動車道

#### 国道
- 国道52号（旧甲州街道、美術館通り）

#### 県道
- 山梨県道25号甲斐中央線